# Чемпионат мира по волейболу среди клубных команд
Чемпионат мира по волейболу среди клубных команд — международный турнир по волейболу, проводимый под эгидой ФИВБ среди сильнейших клубных команд пяти континентальных конфедераций.
Первый розыгрыш чемпионата мира среди мужских клубов был проведён в Италии в 1989 году. С 1993 по 2008 турнир не проводился. В 2009 году был возобновлён. До 2012 победителями турниров неизменно выходили команды Италии. В 2013 их гегемония была прервана бразильской командой. Всего же победителями турниров становились команды Италии (12 раз, из них 5 — «Трентино»), Бразилии (5 раз), России (дважды). Система розыгрыша была неизменной: на предварительном этапе 8 команд-участниц (в 1989 — 6) разбиты на две группы, после чего по две лучшие команды из групп разыгрывают призовые места по системе плей-офф.
В 1991, 1992 и 1994 проводился аналогичный турнир и среди женских клубных команд. Возобновлён в 2010 году. 8 побед на счету турецких команд, по 3 — на счету бразильских и итальянских команд, по одной — у Азербайджана и России. Система розыгрыша аналогична мужскому турниру. Количество команд-участниц — 8 (1991, 1992, с 2016) или 6 (1994, 2010—2015).

## Призёры

### Мужчины
| Год  | Место проведения         | Золото                           | Серебро                               | Бронза                     |
| 1989 | Парма                    | «Максиконо» (Парма)              | ЦСКА (Москва)                         | «Пирелли» (Санту-Андре)    |
| 1990 | Брешиа, Равенна, Милан   | «Медиоланум» (Милан)             | «Банеспа» (Сан-Паулу)                 | «Максиконо» (Парма)        |
| 1991 | Порту-Алегри, Сан-Паулу  | «Мессаджеро» (Равенна)           | «Банеспа» (Сан-Паулу)                 | «Медиоланум» (Милан)       |
| 1992 | Флоренция, Равенна       | «Медиоланум» (Милан)             | «Сислей» (Тревизо)                    | «Олимпиакос» (Пирей)       |
| 2009 | Доха                     | «Трентино» (Тренто)              | «Скра» (Белхатув)                     | «Зенит» (Казань)           |
| 2010 | Доха                     | «Трентино» (Тренто)              | «Скра» (Белхатув)                     | «Пайкан» (Тегеран)         |
| 2011 | Доха                     | «Трентино» (Тренто)              | «Ястшембски Венгель» (Ястшембе-Здруй) | «Зенит» (Казань)           |
| 2012 | Доха                     | «Трентино» (Тренто)              | «Сада Крузейро» (Контажен)            | «Скра» (Белхатув)          |
| 2013 | Бетин                    | «Сада Крузейро» (Контажен)       | «Локомотив» (Новосибирск)             | «Трентино» (Тренто)        |
| 2014 | Белу-Оризонти            | «Белогорье» (Белгород)           | «Эр-Райян» (Доха)                     | УПСН (Сан-Хуан)            |
| 2015 | Белу-Оризонти            | «Сада Крузейро» (Контажен)       | «Зенит» (Казань)                      | УПСН (Сан-Хуан)            |
| 2016 | Бетин                    | «Сада Крузейро» (Контажен)       | «Зенит» (Казань)                      | «Трентино» (Тренто)        |
| 2017 | Краков, Лодзь, Ополе     | «Зенит» (Казань)                 | «Кучине-Лубе» (Чивитанова-Марке)      | «Сада Крузейро» (Контажен) |
| 2018 | Ченстохова, Плоцк, Жешув | «Трентино» (Тренто)              | «Кучине-Лубе» (Чивитанова-Марке)      | «Факел» (Новый Уренгой)    |
| 2019 | Бетин                    | «Кучине-Лубе» (Чивитанова-Марке) | «Сада Крузейро» (Контажен)            | «Зенит» (Казань)           |
| 2021 | Бетин                    | «Сада Крузейро» (Контажен)       | «Кучине-Лубе» (Чивитанова-Марке)      | «Трентино» (Тренто)        |
| 2022 | Бетин                    | «Сир Сафети» (Перуджа)           | «Трентино» (Тренто)                   | «Сада Крузейро» (Контажен) |
| 2023 | Бангалор                 | «Сир Сафети» (Перуджа)           | «Итамбе-Минас» (Белу-Оризонти)        | «Сунтори Санбёрдз» (Осака) |
| 2024 | Уберландия               | «Сада Крузейро» (Контажен)       | «Трентино» (Тренто)                   | «Фулад Сирджан» (Сирджан)  |

### Женщины
| Год  | Место проведения | Золото                      | Серебро                             | Бронза                             |
| 1991 | Сан-Паулу        | «Садия» (Сан-Паулу)         | «Колгейт» (Сан-Каэтану-ду-Сул)      | «Младост» (Загреб)                 |
| 1992 | Анкона, Фабриано | «Олимпия Теодора» (Равенна) | «Минас теннис клуб» (Белу-Оризонти) | «Уралочка» (Екатеринбург)          |
| 1994 | Озаску           | «Лейте-де-Моса» (Сорокаба)  | «Латте Руджада» (Матера)            | БКН (Гуаружа)                      |
| 2010 | Доха             | «Фенербахче» (Стамбул)      | «Соллис-Озаску» (Озаску)            | «Фоппапедретти» (Бергамо)          |
| 2011 | Доха             | «Рабита» (Баку)             | «Вакыфбанк Тюрк Телеком» (Стамбул)  | «Соллис-Озаску» (Озаску)           |
| 2012 | Доха             | «Соллис-Озаску» (Озаску)    | «Рабита» (Баку)                     | «Фенербахче» (Стамбул)             |
| 2013 | Цюрих            | «Вакыфбанк» (Стамбул)       | «Юнилевер» (Рио-де-Жанейро)         | «Гуандун Эвергрэнд» (Гуанчжоу)     |
| 2014 | Цюрих            | «Динамо-Казань» (Казань)    | «Молико-Озаску» (Озаску)            | СеСИ-СП (Сан-Паулу)                |
| 2015 | Цюрих            | «Эджзаджибаши» (Стамбул)    | «Динамо» (Краснодар)                | «Волеро» (Цюрих)                   |
| 2016 | Манила           | «Эджзаджибаши» (Стамбул)    | «Поми» (Казальмаджоре)              | «Вакыфбанк» (Стамбул)              |
| 2017 | Кобе             | «Вакыфбанк» (Стамбул)       | «Рексона-Сеск» (Рио-де-Жанейро)     | «Волеро» (Цюрих)                   |
| 2018 | Чжэцзян          | «Вакыфбанк» (Стамбул)       | «Кампонеза-Минас» (Белу-Оризонти)   | «Эджзаджибаши» (Стамбул)           |
| 2019 | Шаосин           | «Имоко Воллей» (Конельяно)  | «Эджзаджибаши» (Стамбул)            | «Вакыфбанк» (Стамбул)              |
| 2021 | Анкара           | «Вакыфбанк» (Стамбул)       | «Имоко Воллей» (Конельяно)          | «Фенербахче» (Стамбул)             |
| 2022 | Анталья          | «Имоко Воллей» (Конельяно)  | «Вакыфбанк» (Стамбул)               | «Эджзаджибаши» (Стамбул)           |
| 2023 | Ханчжоу          | «Эджзаджибаши» (Стамбул)    | «Вакыфбанк» (Стамбул)               | «Тяньцзинь Бохай Бэнк» (Тяньцзинь) |
| 2024 | Ханчжоу          | «Имоко Воллей» (Конельяно)  | «Тяньцзинь Бохай Бэнк» (Тяньцзинь)  | «Веро Воллей Милано» (Монца)       |